# Pelekium erosifolium
Pelekium erosifolium är en bladmossart som beskrevs av Andries Touw 2001. Pelekium erosifolium ingår i släktet Pelekium och familjen Thuidiaceae. Inga underarter finns listade i Catalogue of Life.